# Leonard Bartlakowski
Leonard Bartlakowski (* 31. August 1916 in Berlin; † 1. Januar 1953 ebenda) war ein deutscher Judenretter. Er wird von der Gedenkstätte Yad Vashem als Gerechter unter den Völkern anerkannt.

## Leben und Tätigkeit
Bartlakowski wurde als Sohn einer in Deutschland eingebürgerten polnischen Zuwandererfamilie geboren. Als Angehöriger der deutschen Luftwaffe „desertierte“ er während eines Einsatzes seiner Luftwaffeneinheit bei der Bombardierung Warschaus im September 1939, indem er während des Fluges mit dem Fallschirm absprang. Anschließend schlug er sich in Verkleidung bis Lemberg durch, wo er von den Russen interniert wurde.
Nach seiner Desertion wurde Barlakowski von den Polizeiorganen des nationalsozialistischen Deutschlands als Staatsfeind eingestuft. Im Frühjahr 1940 setzte das Reichssicherheitshauptamt in Berlin – das ihn irrtümlich in Großbritannien vermutete – ihn dann auf die Sonderfahndungsliste G.B., ein Verzeichnis von Personen, die im Falle einer erfolgreichen deutschen Invasion Großbritanniens durch die Sonderkommandos der SS-Einsatzgruppen mit besonderer Priorität ausfindig gemacht und verhaftet werden sollten.
Nach dem deutschen Überfall auf die Sowjetunion im Juni 1941 wurde Lemberg von der deutschen Wehrmacht eingenommen und die politischen Gefangenen, so auch Barlakowski, befreit. Er hatte zu diesem Zeitpunkt das Pseudonym Robert Krysinski angenommen und wurde als Übersetzer im nahe gelegenen Rawa-Ruska bei der örtlichen Gestapo eingesetzt. Dort traf er mit Abraham Weidenfeld zusammen, als er zusammen mit einem deutschen Soldaten um Brot anstehende Juden bewachte. Als Bartlakowski/Krysinski am folgenden Tag in Weidenfelds Apotheke kam, um sich Rasierklingen zu beschaffen, schenkte ihm Weidenfeld eine Packung, woraufhin sich eine Freundschaft zwischen beiden entwickelte.
Rawa-Ruska lag am Weg der Transporte, mit denen polnische Juden in das knapp 30 Kilometer entfernte Vernichtungslager Belzec gebracht wurden. Bartlakowski, dessen Arbeitsplatz am örtlichen Bahnhof war, befand sich an der denkbar günstigsten Stelle, um rechtzeitig Kenntnis von bevorstehenden Razzien und Deportationen zu erhalten. Er gab sein Wissen an Weidenfeld weiter, der die Informationen dann kodiert an verschiedene Judenräte in der Umgebung weitergab.
Eines Tages erfuhr Bartlakowski, dass die örtliche Gestapo Befehle von der Leitstelle in Lemberg erhalten habe, leere Viehwaggons für den Transport der Juden von Rawa-Ruska nach Belzec bereitzustellen. Er übermittelte diese Information an Weidenfeld, ging aber verkleidet auch selbst in der Nacht ins Ghetto, um die Bewohner zu warnen. Außerdem bot er Weidenfeld an, ihn und seine Frau bei sich zu Hause unterzubringen. Weidenfeld, der bereits ein anderes Versteck hatte, schlug dies jedoch aus und bat stattdessen, seine Schwägerin Romana Kessler und eine weitere Bekannte zu verstecken. Mitte Juni 1943 schlossen die Weidenfelds sich ihnen an. Alle vier versteckten sich in Bartlakowskis kleiner Wohnung bis zur Befreiung Rawa Ruskas durch die Rote Armee am 27. Juli 1944. Das Versteck war ein Loch von einem Kubikmeter Größe, das unter dem Bett in die Erde gegraben war. Zur Versorgung der von ihm versteckten Personen mit Lebensmitteln musste Bartlakowski an seinem Arbeitsplatz am Bahnhof stehlen, da er nicht ausreichende Mengen erwerben konnte, ohne unerwünschte Aufmerksamkeit auf sich zu ziehen. Eine Hausdurchsuchung durch die Gestapo überstand Bartlakowski, indem er die zuständigen Beamten mit Alkohol ablenkte.
Nach dem Krieg kehrte Bartlakowski nach Deutschland zurück, wo er mit seiner Mutter und Schwester in Berlin zusammenlebte. Er starb 1953 an Tuberkulose, die er sich in der sowjetischen Haft zugezogen hatte. Die Weidenfelds, die nach Australien ausgewandert waren, korrespondierten bis zu seinem Tod mit ihm.
Am 4. September 1979 erkannte Yad Vashem Bartlakowski als Gerechten unter den Völkern an.